# Sol de oro
Le sol de oro ou sol est l'ancienne unité monétaire du Pérou entre 1863 et 1985. Son code ISO 4217 était PES, et l'abréviation locale « S/. ». Le sol de oro était divisé en 10 dineros et 100 céntimos.

## Histoire

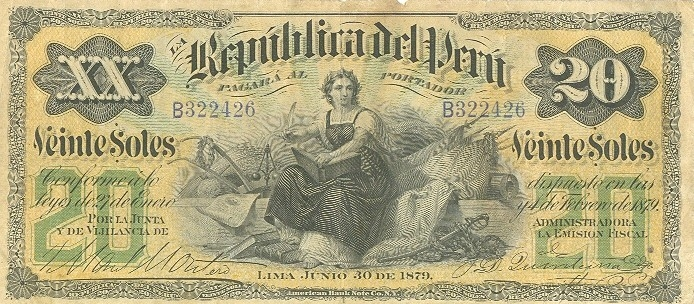
Billet de 20 soles (Lima, 1879), fabriqué par l'American Banknotes.

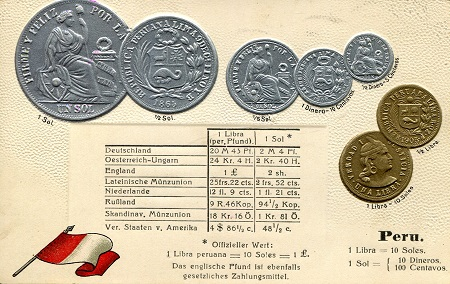
Carte postale destinée au touristes allemands (1900) montrant les différentes pièces et taux de change.

Le sol est introduit en 1863 au moment où le Pérou adopte le système décimal. Cette monnaie remplace le réal péruvien au taux de 1 sol pour 10 réaux. Il remplace également les sols boliviens qui circulaient dans le sud du pays, au taux de 1 sol pour 1,25 sol bolivien.
Entre 1858 et 1863, les pièces de monnaie sont libellées en réaux, centavos et escudos. En 1865, le sol s'aligne unilatéralement sur l'Union latine, au taux de 1 sol pour 5 francs, soit 1,08 soles pour 1 dollar américain.
En 1880 eut lieu  une émission de pièces en argent de 1 peseta équivalentes à 1/5 de sol et de 5 pesetas équivalentes à 1 sol.
En 1881, le billet de banque de 10 soles est appelé inca.
En 1901, le lien avec le système monétaire de l´Union latine est abandonné, la monnaie péruvienne est arrimée à la livre sterling, au taux de 10 soles pour 1 livre. 
Les pièces et les billets de ce montant sont appelées « livre péruvienne ». Ce statut est maintenu jusqu'en 1930, quand le Pérou quitte l'étalon-or ; en 1931, la Banco Central de Reserva del Perú devient l'unique émetteur de monnaie. Dès lors, 2½ soles équivalent à 1 dollar américain, taux maintenu jusqu'en 1946.
Dès 1950, le change face au dollar se dégrade. En 1960, il fallait un peu moins de 27 soles pour 1 dollar, et au milieu des années 1970, ce taux passe à 38,70 soles.
Le Pérou entre alors dans une phase d'hyperinflation, durant la seconde présidence de Fernando Belaúnde Terry. En 1985, le sol est remplacé par l'inti, et sous l'administration d'Alberto Fujimori, l'inflation se poursuit.